# Herzenlochquelle

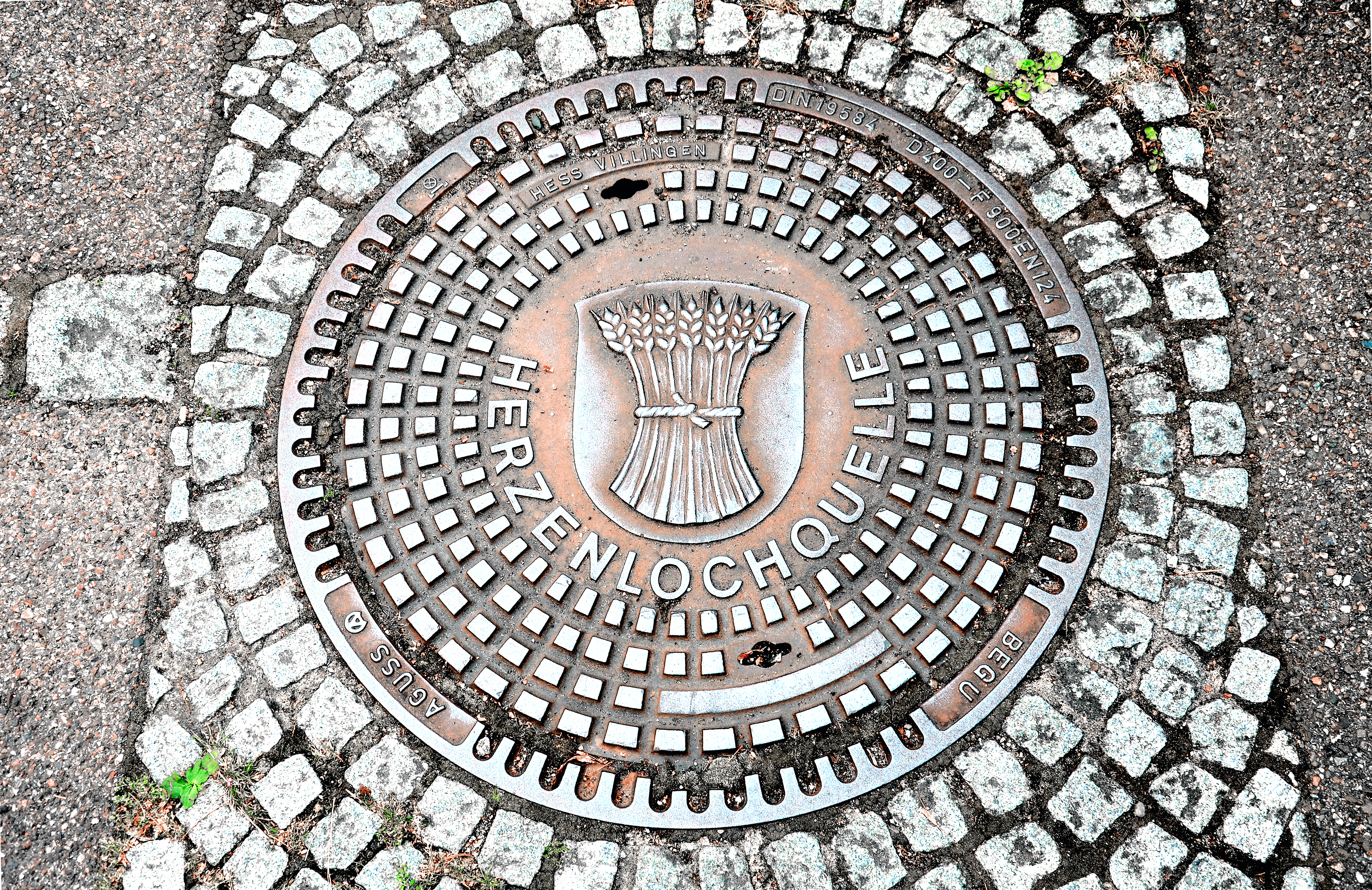
Kanaldeckel über der Herzenlochquelle mit dem Wappen der Stadt Kornwestheim;
laut Inschrift entworfen und produziert von Hess und Aguss

Die Herzenlochquelle in Kornwestheim ist eine Quelle, deren Grundwasser ehemals zwischen den Kornwesterheimer Straßen Bädergässle und Badstraße an die Oberfläche trat. Das Quellwasser wurde in jüngerer Zeit Teil des unterirdischen, städtischen Kanalnetzes Kornwestheims und speist das Wasserverteilungssystem der Stadt, das von den Stadtwerken Ludwigsburg-Kornwestheim (SWLB) in Ludwigsburg unterhalten wird.
Im öffentlichen Raum erinnert heute ein Kanaldeckel mit Inschrift, dem Kornwestheimer Wappen und Hinweisen auf die Stadtmobiliar-Produzenten Hess in Villingen sowie Aguss an das natürliche Gewässer.
Anfang 2011 hatte Walter Scholz, der Ehrenmaskenmeister des örtlichen Fasnetvereins, anlässlich des 45-jährigen Bestehens der Kornwestheimer Hauswirtschaftsschule zur Pflege des Brauchtums unter anderem eine Brunnenmaske als Schnitz-Collage für die Herzenlochquelle hergestellt. Sie wurde Teil einer Jubiläums-Ausstellung in den zum Kornwestheimer Rathaus ausgerichteten Schaufenstern der Hauswirtschaftsschule am Jakob-Sigle-Platz.